# Trại lao động

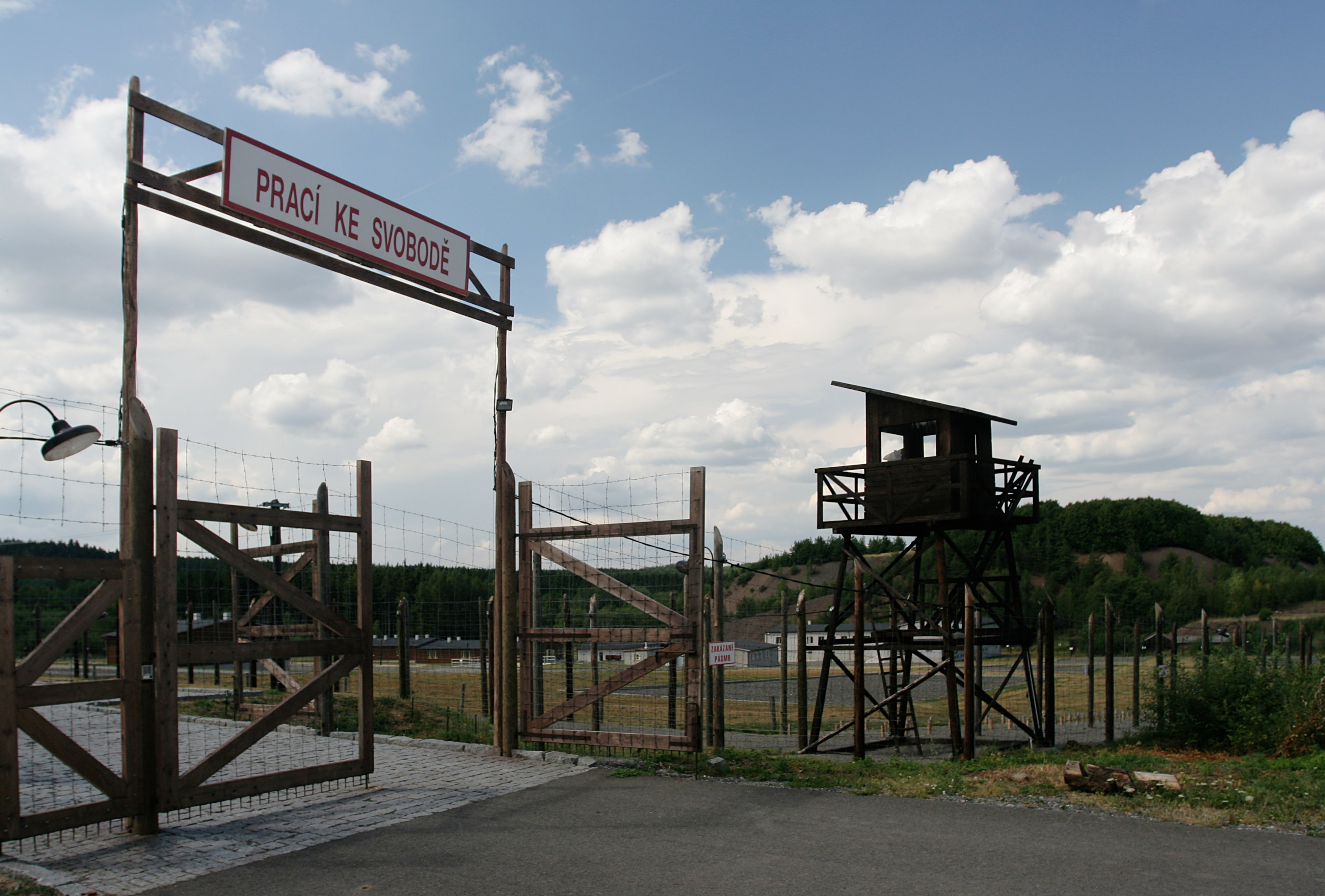
Quang cảnh một trại lao động tại Albany

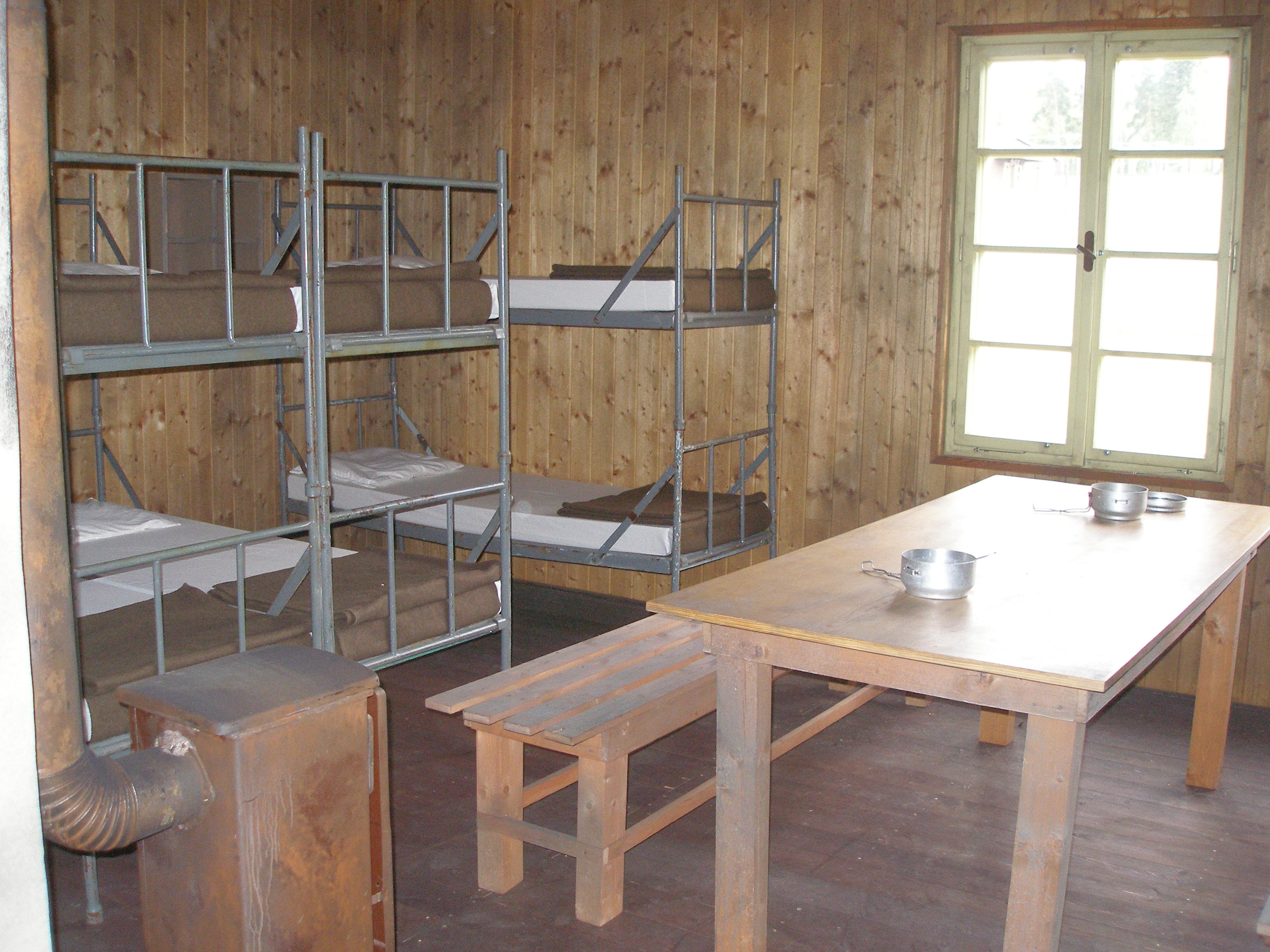
Bên trong một trại lao động

Trại lao động là một khu vực trại tập trung được xây dựng để làm một cơ sở giam giữ tù nhân và buộc những đối tượng này phải tham gia vào lao động hình sự (Lao động cưỡng bức). Các trại lao động có nhiều khía cạnh thông thường được ví với chế độ nô lệ và với nhà tù. Điều kiện tại các trại lao động khác nhau tùy thuộc vào các nhà khai thác, sử dụng tù nhân.

## Một số nước trên thế giới
- Ở Liên Xô cũ có các trại cải tạo lao động của Liên Xô, thường được gọi là Gulag.
- Ở Albania có các trại lao động cưỡng bức trong chiến tranh thế giới thứ II hoạt động một số các trại lao động sau chiến tranh. Trong hội nghị Yalta đã được nhất trí rằng việc lao động cưỡng bức đối với người Đức đã được sử dụng như một kiểu bồi thường chiến phí. Đa số các trại ở Liên Xô, nhưng trên 1.000.000 người Đức đã bị buộc phải làm việc trong mỏ than đá ờ Pháp và nông nghiệp ở Anh.
- Đảng Cộng sản Trung Quốc đã điều hành các trại lao động nhiều đối với một số loại tội phạm. Nhiều nhà lãnh đạo của Trung Quốc bị đưa vào các trại lao động sau khi cuộc thanh trừng trong thời kỳ Cách mạng Văn hóa.
- Đức Quốc xã trong Thế chiến II cũng có một số trại lao động sử dụng thường dân Do Thái bị bắt
- Nhật Bản: Trong những năm đầu thế kỷ 20, Đế quốc Nhật Bản sử dụng lao động cưỡng bức của hàng triệu dân thường từ các nước bị chinh phục và tù nhân chiến tranh, đặc biệt là trong cuộc Chiến tranh Trung-Nhật lần thứ hai và Chiến tranh Thái Bình Dương
- Bắc Triều Tiên được biết đến để vận hành các trại tù lao động thuộc địa ở thung lũng miền núi xa xôi với khoảng từ 150.000 - 200.000 tù nhân.
- Việt Nam có các trại cải tạo chuyên sử dụng sức lao động của các tù nhân chế độ cũ bị bắt. Ngày nay có một số cáo buộc cho rằng chính quyền Việt Nam đã bóc lột lao động đối với những người trong các trại giam, trại cai nghiện, trại phục hồi nhân phẩm, trung tâm bảo trợ xã hội.... Báo cáo của Human Rights Watch "The Rehab Archipelago:  Forced Labor and Other Abuses in Drug Detention Centers in Southern Vietnam" đã nêu lên một trường hợp điển hình.